# Tosca
Tosca er en opera i tre akter af Giacomo Puccini med en italiensk libretto af Luigi Illica og Giuseppe Giacosa. Operaen havde premiere ved Teatro Costanzi i Rom den 14. januar 1900. Værket er baseret på Victorien Sardous franske skuespil i fem akter fra 1887 La Tosca, et melodrama, der foregår i Rom i juni 1800 på et tidspunkt, hvor Napoleon havde invaderet Italien og truede Kongeriget Napolis kontrol over Rom. Operaen indeholder beskrivelser og elementer af tortur, mord, selvmord samt nogle af Puccinis mest populære arier.
Puccini påbegyndte sit arbejde med operaen efter at have set skuespillet La Tosca med Sarah Bernhardt i hovedrollen i Milano i 1889. Forestillingen gjorde et dybt indtryk på ham selv om han ikke forstod sproget. Han begyndte snart efter planlægingen af en opera, men han kom ikke i gang med arbejdet før i januar 1898. Det kom blandt andet af, at rettighederne først var  solgt til komponisten Alberto Franchetti. Parallelt med komponeringen rejste Puccini  til Paris, hvor han mødte Sardou, og til Rom, for at se stederne hvor handlingen foregik.

## Handlingen
Handlingen foregår i Rom i juni 1800.

### Akt I
Første akt finder sted i kirken Sant'Andrea della Valle. Den politiske fange Angelotti er flygtet fra fængslet Castel Sant'Angelo (Engelsborg) og har søgt tilflugt i slægtskapellet i kirken. Hans søster har tidligere været i kirken og bedt for, at han skulle løslades, og hun er uden at vide det blevet kunstneren Mario Cavaradossis model til et portræt af Maria Magdalene i kirken. Samtidig med at Angelotti gemmer sig i kapellet, kommer kunstneren for at fortsætte sit arbejde. Han holder pause og sammenligner portrættet med sin elskede, operadivaen Floria Tosca: Recondita armonia (Åh, skjulte harmoni). En kirketjener forlader kirken, og Angelotti kommer ud fra kapellet. Cavaradossi og Angelotti er venner, og kunstneren lover at hjælpe flygtningen.
Tosca afbryder dem, da hun kommer til kirken for at aftale et stævnemøde med Cavaradossi efter sin optræden om aftenen. Hun kalder Mario! Mario! Mario! og Angelotti når at skjule sig. Hun er imidlertid jaloux og fatter mistanke, da hun hørte Cavaradossi tale med nogen, da hun kom, og hun kendte til portrættet. Hun mistænker ham for at have en anden kvinde. Cavaradossi forsikrer hende om, at det ikke er tilfældet, og hun forlader kirken. 
Angelottis flugt meddeles med kanonskud fra Castel Sant'Angelo. Cavaradossi gemmer Angelotti i sin villa. Mens de forlader kirken, fyldes den af folk som fejrer sejren over Napoleon ved Marengo. Politichefen baron Scarpia ankommer med sine mænd; Un tal baccano in chiesa! (Hvem slås her i kirken?). Han finder en vifte ved familien Angelottis åbne kapeldør. Tosca kommer tilbage til kirken for at forklare for Cavaradossi, at hun ikke har tid til at møde ham som aftalt. I stedet vokser hendes jalousi. Og da Scarpia viser hende viften, bliver hun oprørt og forlader kirken. Scarpia giver sine mænd ordre om at følge efter hende. Tre sbirri, una carrozza

### Akt II
Scarpias værelse i Palazzo Farnese (i virkeligheden Frankrigs ambassade helt siden 1635). Scarpia spiser middag alene, mens kantaten, som Tosca skal synge, høres gennem vinduet. Hans medhjælper Spoletta fører den arresterede Cavaradossi ind. Scarpia forhører ham, men han afslører ingenting. Scarpia sender bud efter Tosca, og da hun kommer beder Cavaradossi hende om ikke at sige noget. Cavaradossi sendes ud til tortur, og da Tosca hører hans skrig, afslører hun Angelottis gemmested. Cavaradossi slæbes ud fra torturkammeret.
Scarpias håndgangne Sciarrone fortæller, at Napoleons nederlag ved Slaget ved Marengo er vendt til sejr. Cavaradossi hører det og udbryder Vittoria! (sejr!) før han føres til fængslet. 
Tosca spørger, hvad prisen er, for at Cavaradossi kan sættes fri. Scarpias svar er: hende selv. Hun forsøger da at bevæge ham Vissi d'arte, vissi d'amore ("Jeg levede for kunst, jeg levede for kærlighed" – også kaldet Toscas bøn). Spoletta fortæller, at Angelotti begik selvmord, da han blev pågrebet. Tosca ser da ingen anden udvej end at give efter. Scarpia beordrer, at maleren skal skinhenrettes, og Tosca får ham til at skrive en passerseddel, så hun kan flygte med Cavaradossi. Mens Scarpia skriver passersedlen, opdager hun en kniv, og da Scarpia kommer for at få sin ret, stikker hun ham ihjel. 

### Akt III
Taget på fængslet Castel Sant'Angelo, hvor Cavaradossi skal henrettes. Klokken ringer, og en gedehyrde synger en sang, Lo de' sospiri. Cavaradossi føres til retterstedet. Fangevogteren informerer ham om, at han har en time tilbage. Kunstneren beder om at få opfyldt et sidste ønske: at skrive et afskedsbrev til sin elskede. Han synger da den kendte Tårnarie – È lucevan le stelle (Og stjernene skinnede, og jorden duftede").
Tosca kommer og beretter, at hun har myrdet Scarpia, at Cavaradossi skal skinnhenrettes, og at hun har skaffet en passerseddel, så de kan flygte. Hun instruerer ham, hvordan han skal falde, og at han må ligge urørlig til soldatene er væk. De synger en duet Senti, l'ora è vicina (Vent, stunden er nær.) Cavaradossi: Amaro sol per te m'era il morire (Jeg kendte ingen rædsel for døden), Tosca: Amore che seppe a te vita serbare (Vores varme kærlighed giver dig livet tilbage), finaleduet: Trionfal... di nova speme (I triumf, med nyt håb.) 
Da klokken slår, kommer eksekutionspeletonen og stiller sig op. De affyrer deres våben, og Cavaradossi falder. Tosca venter til de er gået, før hun går hen til ham og indser, at han er død, og at Scarpia har luret hende. Nu er mordet på Scarpia blevet opdaget, og hans mænd kommer for at gribe hende. Tosca kaster sig ned fra taget O Scarpia, avanti a Dio! (O Scarpia, Gud straffer dig!).

## Roller
- Hovedroller
  - Floria Tosca, en kendt sangerinde – sopran
  - Mario Cavaradossi, en kunstmaler – tenor
  - Baron Scarpia, romersk politichef – baryton
  - Cesare Angelotti, republikansk rebel – bas
  - En kirketjener – baryton
  - Spoletta, en soldat – tenor
  - Sciarrone, en af baron Scarpias mænd – bas
  - En hyrdedreng –  drengesopran
- Andre roller
  - En fangevogter – bas
  - Soldater, politimænd, damer, byfolk, kordrenge – kor

### Udbredelse
Premieren på Tosca fandt sted i Teatro Costanzi i Rom den 14. januar 1900. Operaen blev snart efter premieren opført på Italiens vigtigste operaer. Den 20. februar 1900 blev Tosca opført i   Torino; i marts fulgte Milano, i april Verona, i maj Genova, i september Lucca og i november Bologna Bologna. Samme år opnåede operaen i Buenos Aires og i London sine første  internationale succeser. I Tyskland fandt den første premiere sted den 21. oktober 1902 i operaen Semperoper i Dresden. Operaen blev opført første gang i Danmark på Det kongelige Teater i 1910. Tosca er lige fra den første premiere en fast bestanddel af det internationale operarepertoire, og er i nutiden den femte mest spillede opera i verden; alene i der sæsonen 2012/2013 blev der opført 429 forestillinger i 94 byer.

## Diskografi (udvalg)
- 1953 – Maria Callas, Giuseppe di Stefano, Tito Gobbi. Milan Teatro alla Scala Orchestra/Victor de Sabata. EMI.
- 1957 – Zinka Milanov, Jussi Björling, Leonard Warren. Rome Opera orchestra and chorus/Erich Leinsdorf. BGM Classics.
- 1957 – Leontyne Price, Giuseppe di Stefano, Giuseppe Taddei. Chorus and Orchestra Vienna State Opera/Herbert von Karajan. Decca.
- 1967 – Birgit Nilsson, Franco Corelli, Dietrich Fischer-Dieskau. Orchestra e Coro dell'Accademia di Santa Cecilia, Roma/Lorin Maazel. Decca.
- 1976 – Montserrat Caballé, José Carreras, Ingvar Wixell. Royal Opera House, Covent Garden Chorus/Colin Davis. Philips.
- 1990 – Mirella Freni, Plácido Domingo, Samuel Ramey. The Metropolitan Opera orchestra and chorus/Giuseppe Sinopoli. Deutsche Grammophon.

## Filmografi (udvalg)
- 1976 – Raina Kabaivanska, Plácido Domingo, Sherrill Milnes. New Philharmonia Orchestra and Ambrosian Singers/Bruno Bartoletti. Deutsche Grammophon/Decca.
- 1985 – Hildegard Behrens, Plácido Domingo, Cornell MacNeil. The Metropolitan Opera orchestra and chorus/Giuseppe Sinopoli. Deutsche Grammophon.
- 1992 – Catherine Malfitano, Plácido Domingo, Ruggero Raimondi. RAI Orchestra Sinfonica and Coro di Roma/Zubin Mehta. Teldec.
- 2001 – Angela Gheorghiu, Roberto Alagna, Ruggero Raimondi. Royal Opera House, Covent Garden Orchestra and Chorus/Antonio Pappano. EMI Classics.